# 591 a.C.

## Eventos
- Simão, arconte de Atenas.[1][Nota 1]